# Lijst van wijnstreken in Oostenrijk
In deze lijst van wijnstreken in Oostenrijk staat de indeling zoals in de wijnbouw in Oostenrijk bekend is.

## Wijnstreken in Oostenrijk

### Carnuntum
890 Ha, bodem uit zand, leem, gravel en löss. Druivenrassen: Grüner Veltliner, Zweigelt en Blaufränkisch. Dit gebied is bekend van de eerder gevestigde Romeinse legerafdeling. Vooral het goede werk van jonge wijnboeren, geven deze streek nieuwe impulsen. De rode wijnen uit de Zweigelt zijn van goede kwaliteit.

### Donauland
2730 Ha, bodem uit löss. Druivenrassen: Grüner Veltliner, pinot blanc, Frühroten Veltliner en Roten Veltliner. Wijngaarden aan de oevers van de rivier Donau, die mooie rode Veltliners voortbrengen. Tevens wordt Eiswein gemaakt.

### Kamptal
3870 Ha, bodem uit löss en leem. Druivenrassen: Grüner Veltliner, Riesling, pinot blanc, chardonnay. De rivier Kamp doorkruist de regio. De wijnen zijn fruitig en aromatisch.

### Kremstal
2170 Ha, bodem uit löss, zand en rots. Druivenrassen: Grüner Veltliner, Riesling en Roten Veltliner. Het landschap bestaat uit zonovergoten hellingen van de Donauvallei. De wijnen zijn er zacht, met veel fruit en het typische peertje. Krems an der Donau is het oudste wijnstadje van Oostenrijk.

### Mittelburgenland
1880 Ha, bodem uit löss, zwarte aarde, zand en leem. Druivenrassen: Blaufränkisch, Blauer Zweigelt, Sauvignon Blanc en (?) merlot.
Deze regio is bekend door rode wijn en er zijn ook coöperatieven actief.

### Neusiedlersee
8310 Ha, bodem uit löss, zwarte aarde, gravel en zand. Druivenrassen: Pinot blanc en Riesling voor wit; Zweigelt en Blaufränkisch voor rood.
De regio geniet van een microklimaat omdat het zich rond het ondiepe steppenmeer bevindt met dezelfde naam. Deze regio is  uitermate geschikt voor de vorming van botrytis. Hier werd voor het eerst een “Trockenbeerenauslese” gemaakt in 1526. Volgens een legende zou de laatste fles gedronken zijn in 1852.

### Neusiedlersee-Hügelland
3910 Ha, bodem uit löss, zwarte aarde, zand en leem. Druivenrassen: Pinot blanc, Riesling, Chardonnay, Blaufränkisch, Cabernet sauvignon, Cabernet franc en Zweigelt.
Alle wijnsoorten worden hier gemaakt. De wijn “Ausbruch” uit de stad Rust is (wereld)bekend.

### Südburgenland
450 Ha klein, die expressieve kruidige rode wijnen voortbrengt door de ijzer, die er in de bodem zit.

### Südoststeiermark
1110 Ha, bodem uit basalt, vulkanische rotsen en zwarte leem. Druivenrassen: Riesling, Weissburgunder, Sauvignon Blanc en Chardonnay.
De streek is bezaaid met rotsformaties van vulkanische oorsprong, waar nu de wijnteelt plaatsvindt. De bijzondere bodemsamenstelling en het koelere klimaat geven eigenzinnige wijnen.

### Südsteiermark
Ligt in Stiermarken, 1740 Ha, bodem uit leisteen, zand, märi en leem. Druivenrassen: Riesling, Sauvignon Blanc, pinot blanc en chardonnay. Streek die de laatste 10 jaar een sterke ontwikkeling doormaakt.

### Thermenregion
2330 Ha, bordem uit rotsen en zwarte leem. Druivenrassen: Pinot blanc, Neuburger, Zierfandler en Rotgipfer. De thermenbaden geven naam aan deze streek, ten noorden van Wenen.

### Traisental
680 ha, bodem uit löss en zand. Druivenrassen: Grüner Veltliner en Riesling. De regio is sedert 1995 officieel wijnbouwgebied en brengt zeer interessante producten voort. 

### Wachau
1390 Ha, bodem uit rots, löss en zand. Druivenrassen: Grüner Veltliner, Riesling en in mindere mate Neuburger en Gelber Muskateller.
De wijngaarden zijn aangelegd op steile terrassen. Het klimaat wordt er beheerst door de warme luchtstroom uit de Donauvallei en de koele vochtige wind uit het Waldviertel.
De wijnen worden onderverdeeld in drie soorten:
- Steinfelder: licht en vinnig;
- Federspiel: elegant en met body;
- Smaragd: vol, krachtig en rijp.

### Weinviertel
Ligt in Niederösterreich, 18.000 Ha, bodem uit leem, löss, keien en zwarte aarde. Druivenrassen: Grüner Veltliner, Riesling, Weissburgunder en Zweigelt.
Deze regio is de bakermat voor Grüner Veltliner die op lössgronden groeit. Het zijn droge en zure wijnen, die de beste reputatie genieten.
Dit gebied is sedert 1 maart 2004 Districtus Austeraie Controlatus (DAC), wat zoveel betekent als AOC in Frankrijk.

### Wenen
De hoofdstad met 1,6 miljoen inwoners, telt 630 wijnproducenten, grotendeels in de zone Kahlenberg. De meeste wijnen worden gecomsummeerd in de lokale “heuringen”, Oostenrijkse vorm van wijnbistro’s.

### Weststeiermark
430 Ha klein, bodem uit leisteen. Hier wordt een roséwijn gemaakt, de Schlicher.